# 側脳室
側脳室（そくのうしつ、英語：lateral ventricle、ラテン語：ventriculus lateralis）とは、左右の大脳半球の内部に対称性に存在する脳脊髄液（cerebrospinal fluid、以下CSF）で満たされた一対の空間（脳室）である。側脳室を満たす脳脊髄液は、内側の室間孔（interventricular foramen、またはモンロー孔、Monro foramen）を通じて第三脳室に流れ出る。(側脳室は左右一対あることから、これらを第一と第二に数え、それに続く脳室は「第三脳室」「第四脳室」と呼ばれている。しかし左右の側脳室のどちらかを第一脳室と呼ぶようなことはなく、あくまで「右側脳室」「左側脳室」である。)
側脳室は大脳半球の形に沿って、（外側から見たときに）Cの字型に広がっている。その背側部分は中心部と呼ばれる。中心部から吻側に延びた部分は前角、中心部の尾側から急なカーブを作って吻側腹側に延びた部分は下角という。中心部と下角の境界あたりでは、後頭葉に入る後角が出ている。各部分の壁になっているものを次に挙げる。なお、各部分の区別は厳密なものではないから、対応する大脳葉もおおむねその位置にあるといった程度に理解されたい。
- 前角は前頭葉の中にある。背側から吻側にかけて脳梁がかぶさっている。腹側から外側にかけては尾状核が面し、前角は丸みのある尾状核を内側背側から抱き込む覆いのような形になっている。内側は透明中隔を隔てて左右の側脳室が隣り合っている。透明中隔の腹側端には脳弓があり、脳弓の吻側端は折れかえった脳梁の先端近くでモンロー孔を残して終わっている。モンロー孔は内側腹側の第三脳室に開く。
- 中心部は頭頂葉の中にある。吻側の前角から続いて、背側は脳梁、内側は透明中隔である。腹側は内側部分が視床、外側部分が尾状核に面している。尾状核は尾側で細くなり、外側に延びているので、側脳室中心部の腹側壁は、吻側ではほとんど尾状核だけでできているが、尾側ほど視床が大きい割合を占める。中心部は上下に潰れた平らな形をしており、腹側壁外側部の尾状核が外側壁を兼ねている。尾側壁の多くは脳梁だが、側脳室はさらに外側へ延びて下角とつながっているので、脳梁から外側にはみ出している。その部分の壁は脳梁に続く後頭葉の白質である。
- 後角は後頭葉の中にある。内側の吻側部分で脳梁に接し、後頭葉の白質に囲まれている。
- 下角は側頭葉の中にある。内側の被殻を抱き込む形に広がり、外側部分は側頭葉の白質に囲まれている。

側脳室の脈絡叢で作られたCSFはモンロー孔を通って第三脳室に入り、第三脳室の脈絡叢で作られた分とともに中脳水道から第四脳室に向かう。詳しくは脳脊髄液を参照されよ。

## 参考画像

側脳室の位置を様々な角度から眺めた動画。赤色で示す領域が側脳室。（画像出典：Anatomography）
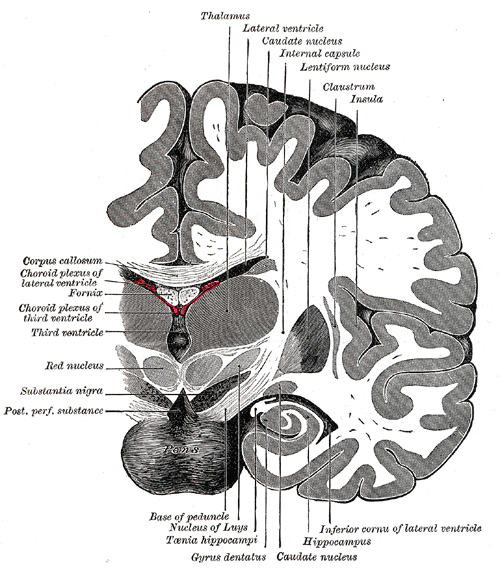
脳橋の直前部での冠状断面
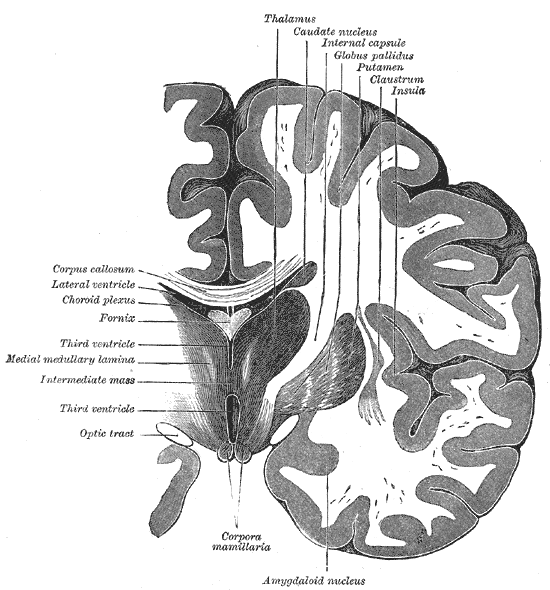
第三脳室での冠状断面
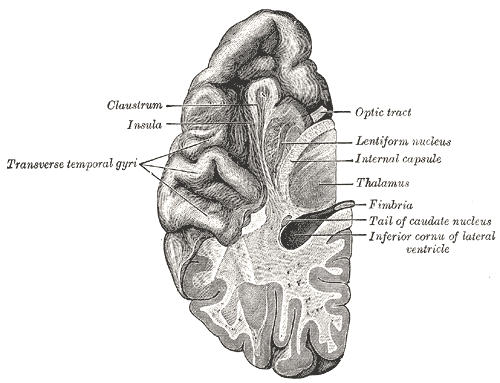
側頭葉の上表面
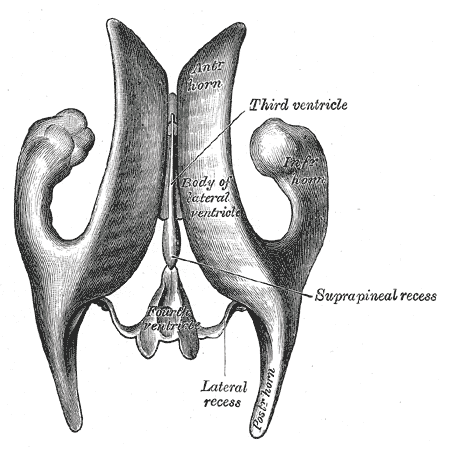
脳室を上から見た絵
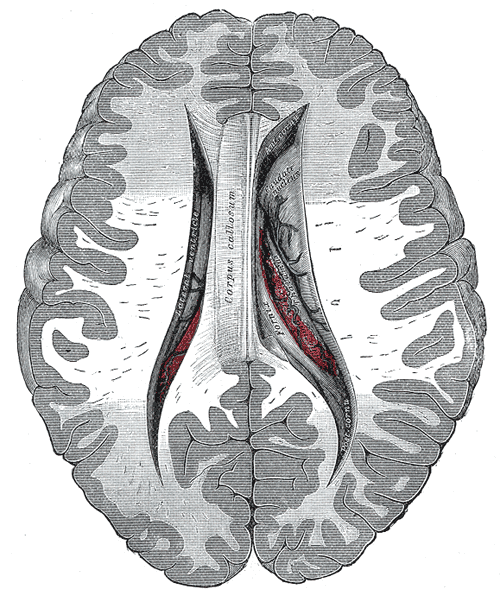
側脳室の中心部、及び前角と後角を上面から露出させた図
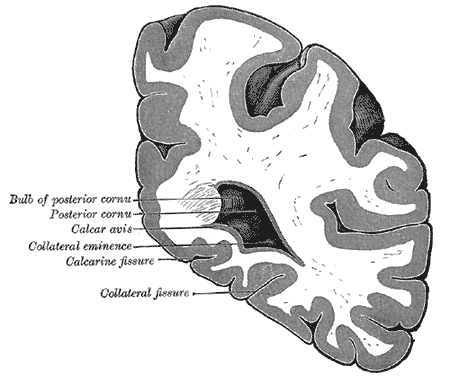
側脳室の後角での冠状断面
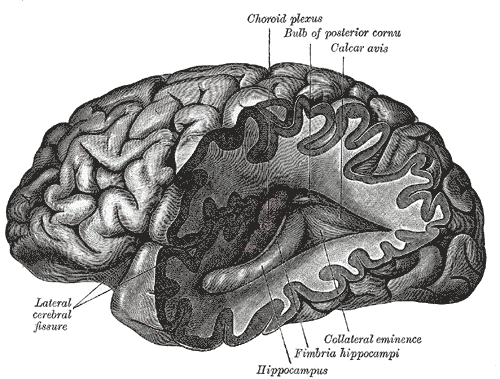
左側脳室の後角と下角を側面から露出させた図
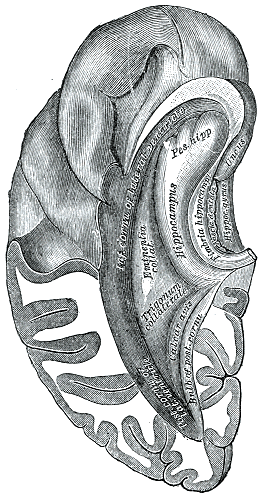
後角と下角を上からみた図
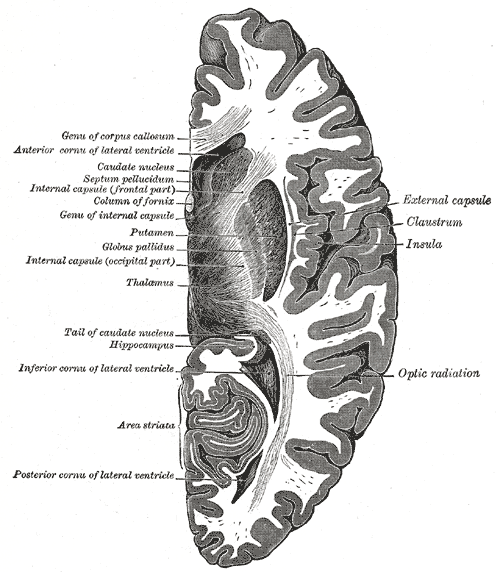
右大脳半球の水平断面
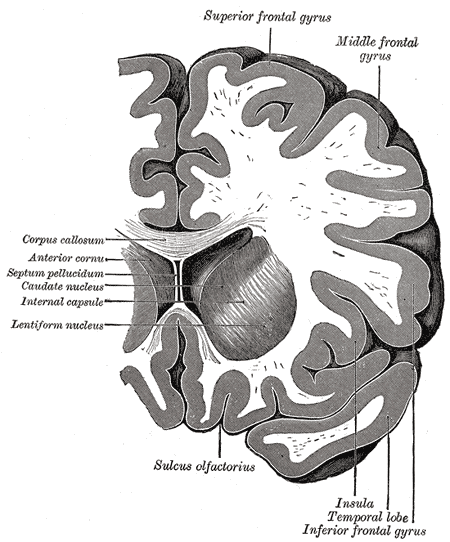
側脳室の前角での冠状断面
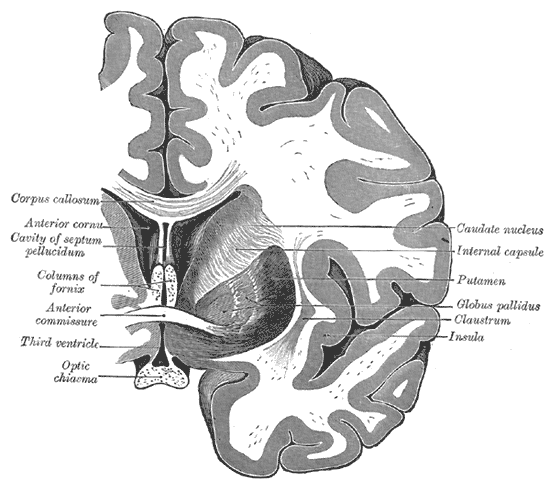
前交連での脳の冠状断面
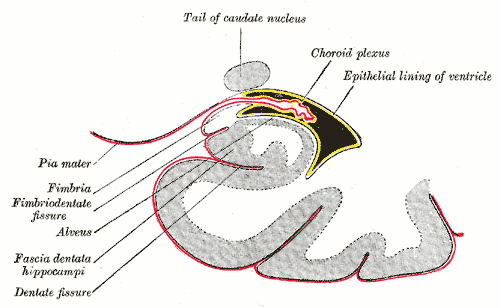
側脳室の下角の冠状断面
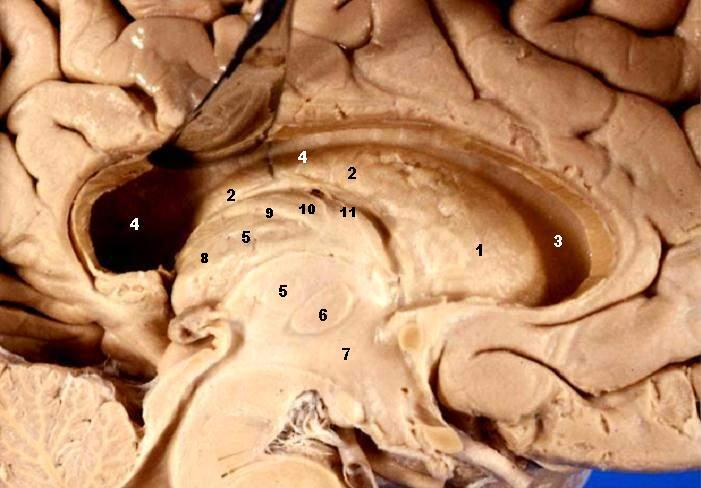
ヒト脳の左正中断面図
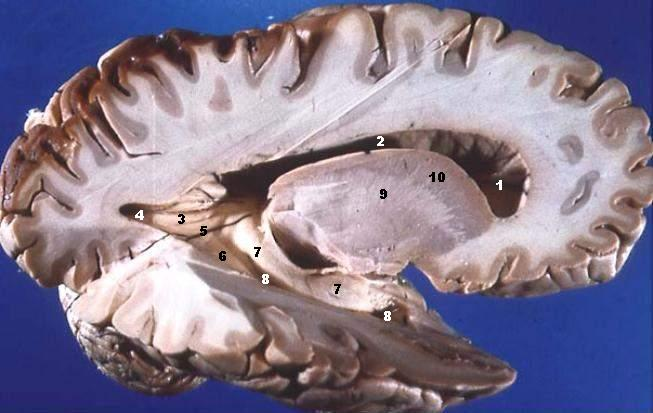
ヒト脳の断面を側面から見た図